# Xanthorhoe conchulata
Xanthorhoe conchulata là một loài bướm đêm trong họ Geometridae.